# Циттель, Юрий Иванович
Юрий Иванович Циттель (19 сентября 1939, Мокроус — 6 ноября 1994, Саратов) — советский и российский государственный и общественный деятель, организатор железнодорожного транспорта, начальник Приволжской железной дороги (1989—1994), заслуженный работник транспорта Российской Федерации (1993).

## Биография
Юрий Иванович Циттель родился 19 сентября 1939 года в посёлке Мокроус Фёдоровского кантона АССР Немцев Поволжья в семье потомственных кузнецов. Семья Циттель (нем. Zittel) происходила из города Дурлах. В 1766 году семья переселилась в Поволжье.
- 1940 год — семья Циттель переезжает в село Кушум.
- 1941 год — в соответствии с Указом Президиума Верховного Совета СССР «О переселении немцев, проживающих в районах Поволжья» от 28 августа 1941 г. семья Циттель была депортирована на станцию Джамантуз (село Александровка) Щучинского района Кокчетавской области Казахской ССР.
- 1957 год — 1960 год — учёба в Железнодорожном техникуме в г. Целиноград.
- 1972 год — окончание Новосибирского института инженеров железнодорожного транспорта по специальности «эксплуатация железных дорог».
- 1972 год — 1982 год — работа в Кокчетавском отделении Целинной железной дороги на различных должностях до заместителя начальника отделения.
- 1982 год — 1986 год — работа в Южно-Уральской железной дороге начальником отдела движения Карталинского отделения, затем начальником Орского отделения.
- 1986 год — 1989 год — работа на Куйбышевской железной дороги в должности начальника Башкирского отделения, затем первого заместителя начальника Куйбышевской железной дороги.
- 1989 год — 1994 год — начальник Приволжской железной дороги[2].
- С 1992 года — в составе коллегии Министерства путей сообщения Российской Федерации[3].

Умер 6 ноября 1994 года от ранений, полученных в результате покушения. Похоронен на Елшанском кладбище города Саратова.

## Убийство
3 ноября 1994 года в 18 часов 30 минут в арке дома № 31 по улице имени Лермонтова М. Ю. города Саратова неизвестный преступник из огнестрельного оружия произвел три выстрела в спину Ю. И. Циттеля. От полученных ранений Юрий Иванович скончался в 8 часов 00 минут 6 ноября 1994 года в 1-й городской клинической больнице города Саратова.
По разным версиям убийство Циттеля Ю. И. было совершено в связи с его служебной деятельностью, созданием ЗАО «АКБ „Экспресс-Волга Банк“», громким убийством пяти человек на стадионе «Локомотив», причастностью к убийству руководства ГК «РИМ» и других. Однако ни одна из версий до настоящего времени не нашла свое подтверждение и убийство остается нераскрытым.

## Награды
- Орден «Знак Почёта» (1981)
- Заслуженный работник транспорта Российской Федерации (1993)[10]
- Почётный железнодорожник (1985)

## Память
- Мемориальная доска на задании Управления Приволжской железной дороги (6 ноября 1997 года)
- Мемориальная доска на здании железнодорожного вокзала станции Мокроус (6 ноября 2019 года)[11]